# La novia
La novia is een Spaanse film uit 2015, geregisseerd door Paula Ortiz.

## Verhaal
Van kleins af aan hebben Leonardo (Álex García), La novia (Inma Cuesta) en El novio (Asier Etxeandía) een onafscheidelijke driehoek gevormd. De dag voor haar bruiloft krijgt La novia bezoek van een oude vrouw die haar het advies geeft niet te gaan trouwen als ze niet van hem houdt.

## Rolverdeling
| Acteur               | Personage         |
| -------------------- | ----------------- |
| Inma Cuesta          | Novia             |
| Asier Etxeandia      | Novio             |
| Alex García          | Leonardo          |
| Luisa Gavasa         | Madre             |
| Carlos Álvarez-Novoa | Padre             |
| Leticia Dolera       | Mujer de Leonardo |
| María Alfonsa Rosso  | Mendiga           |

## Ontvangst

### Prijzen en nominaties
De film werd genomineerd voor 12 Premios Goya, waarvan de film er twee won.
| Jaar | Evenement                       | Categorie                | Genomineerde                                | Resultaat   |
| ---- | ------------------------------- | ------------------------ | ------------------------------------------- | ----------- |
| 2016 | Premios Goya (30ste uitreiking) | Beste film               | La novia                                    | Genomineerd |
| 2016 | Premios Goya (30ste uitreiking) | Beste regisseur          | Paula Ortiz                                 | Genomineerd |
| 2016 | Premios Goya (30ste uitreiking) | Beste acteur             | Asier Etxeandia                             | Genomineerd |
| 2016 | Premios Goya (30ste uitreiking) | Beste actrice            | Inma Cuesta                                 | Genomineerd |
| 2016 | Premios Goya (30ste uitreiking) | Beste vrouwelijke bijrol | Luisa Gavasa                                | Gewonnen    |
| 2016 | Premios Goya (30ste uitreiking) | Beste debuterend acteur  | Álex García Fernández                       | Genomineerd |
| 2016 | Premios Goya (30ste uitreiking) | Beste bewerkt scenario   | Javier García Arredondo, Paula Ortiz        | Genomineerd |
| 2016 | Premios Goya (30ste uitreiking) | Beste camerawerk         | Miguel Ángel Amoedo                         | Gewonnen    |
| 2016 | Premios Goya (30ste uitreiking) | Beste artdirector        | Jesús Bosqued Maté, Pilar Quintana          | Genomineerd |
| 2016 | Premios Goya (30ste uitreiking) | Beste geluid             | Clemens Grulich, César Molina, Nacho Arenas | Genomineerd |
| 2016 | Premios Goya (30ste uitreiking) | Beste grime en haarstijl | Esther Guillem, Pilar Guillem               | Genomineerd |
| 2016 | Premios Goya (30ste uitreiking) | Beste filmmuziek         | Shigueru Umebayashi                         | Genomineerd |